# Belinus

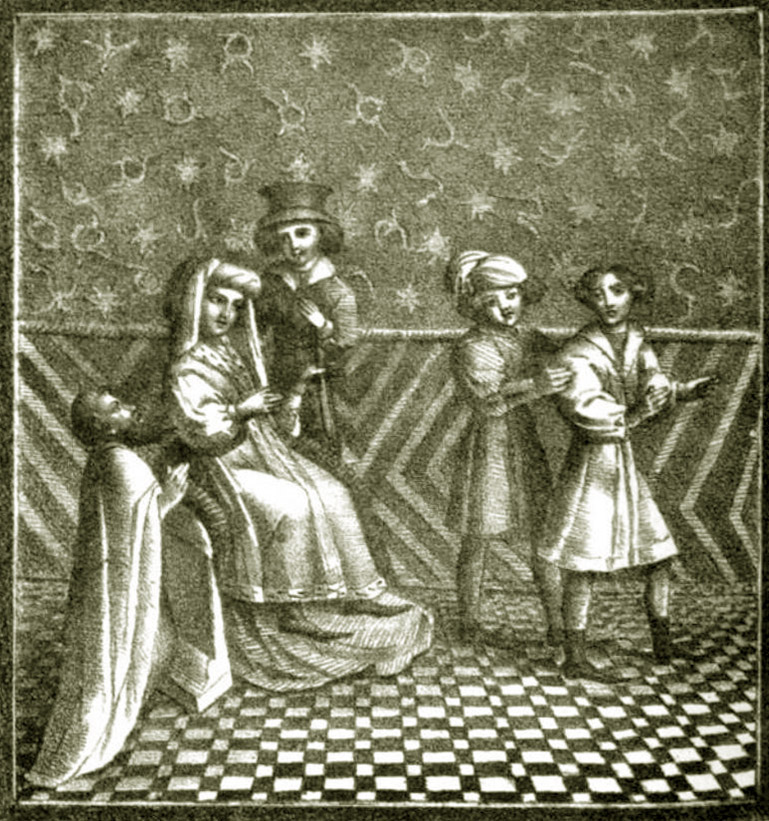
Vorstellung von Belinus und Brennus aus dem 19. Jahrhundert.

Belinus ist ein sagenhafter König von England. Der Herrscher taucht in Geoffrey von Monmouths Werk Historia Regum Britanniae auf, das dieser im 12. Jahrhundert verfasste. Der Legende nach liegt Belinus Regierungszeit in den Jahren 399 bis 364 v. Chr.
In Monmouths Chronik ist Belinus der Sohn von Dunvallo Molmutius und älterer Bruder von Brennus. Der Legende nach stritten Belinus und Brennus mehrfach um die Krone Englands und versöhnten sich wieder. Während Brennus nach den Auseinandersetzungen jeweils ein Ersatzkönigreich bekam (erst Schottland, später Gallien), konnte Belinus sich in England, Wales und Cornwall halten.
Schließlich gelang es ihrer Mutter, den Streit zu schlichten. Als Verbündete gelang es beiden Brüdern, ganz Gallien zu erobern und schließlich Rom einzunehmen. Nach der Eroberung Roms blieb Brennus in Rom, während Belinus nach England zurückkehrte. Dort herrschte er lange über ein friedliches Reich, gründete viele Städte und errichtete viele Straßen. Die Straßen waren aus Stein und Mörtel errichtet und erlaubten die Verbindung des Königreichs. Die Erzählung von Geoffrey war so einflussreich, dass die britischen steinernen Römerstraßen im Mittelalter als Belinius' Straßen bekannt waren. Auch hat der König nach Geoffrey ein Tor und einen großen Turm an der Themse in London errichtet, den Tower of London.
Benannt ist Belinus vermutlich nach dem Gott Belenus. Während im Jahr 390 v. Chr. es tatsächlich Galliern gelang, Rom einzunehmen und daran auch ein Brennus und ein Belinus beteiligt waren, hat die Geschichtswissenschaft die Verbindung nach Großbritannien komplett verworfen.